# Sonia Valdez
Sonia Del Cisne Valdez Acevedo (Loja, Ecuador, 7 de diciembre de 1976) es una guionista, directora y actriz de teatro, cine y televisión ecuatoriana. 

## Trayectoria
Estudió en la Facultad de Artes de la Universidad Central del Ecuador, obteniendo una licenciatura en espectáculo teatral en 2000 y un Diplomado Superior en Artes Escénicas en 2005. Sin embargo, empezó su actividad teatral en 1994, dentro de la Corporación Cultural y Artística El Callejón del Agua, de la que formó parte hasta 2010.
Dentro de la televisión, participó en publicidad y en varios episodios de las series Pasado y Confeso de Ecuavisa e Historias Personales de Teleamazonas. En 2011 participa del largometraje A estas alturas de la vida, estrenado en 2014 y dirigido por Álex Cisneros y Manuel Calisto (1968-2011).
En 2020, en el contexto del Covid-19 produjo la obra de video-teatro Taller "online" para seducir en pandemia, junto a la actriz Marilú Vaca.
Entre 2020 y 2022 ejerció la presidencia de la Unión de Artistas y Actores Audiovisuales del Ecuador, Uniarte.

## Obras
Teatro
- La Casa de Bernarda de Alba, dirigida por Jesús Cracio (2011)
- Lisístrata, dirigida por Diego Aramburu (2012)
- Machos, adaptada por Christoph Baumann (2013)
- Toc Toc, dirigida por Cristina Rodas (2013)
- Burundanga, dirigida por Cristina Rodas (2014)
- Los 39 escalones, (actriz y codirectora, 2014)
- Un tranvía llamado deseo, original de Tennessee Williams y dirigida por Jorge Mateus (productora y actriz, 2015)
- Aló Aló (2016)
- A estas alturas del amor (2018)
- Los Bonobos (2018)
- Adiós siglo XX, original de Abdón Ubidia (2019)[6]
- Taller "online" para seducir en pandemia (directora y actriz, 2020)
- Busco al hombre de mi vida, marido ya tuve (2020)
- Entrevista con el fantasma (2021)
- El favor (2022)
- Vestidas y alborotadas (2022)
- Afrodita se volvió loca (2024)
- Amiga, date cuenta (2024)

Televisión
- Pasado y Confeso
- Historias Personales
- Enchufe.tv (serie web, 2016)

Cine
- A estas alturas de la vida (2014)